# Dossier K. (film)
Dossier K. is een Vlaamse film uit 2009 geregisseerd door Jan Verheyen naar een scenario van Carl Joos en Erik Van Looy. Dossier K. is de tweede thriller van Jef Geeraerts uit de Vincke & Verstuyft-reeks die verfilmd werd, na De zaak Alzheimer.

## Verhaal
Nazim Tahir (Blerim Destani) verneemt dat zijn vader Besian in Antwerpen werd vermoord door leden van de rivaliserende Gaba-clan. De Kanun, het eeuwenoud Albanees gewoonterecht dat nog altijd geldt in afgelegen berggebieden, verplicht Nazim tot bloedwraak. Hij reist af naar Antwerpen en duikt onder in de schemerige wereld rond het Falconplein, waar zijn zwaarlijvige dooppeter, prenk Shehu Tahir (R. Kan Albay), de touwtjes in handen heeft.
Het team van commissaris Vincke (Koen De Bouw) zit meteen op deze moordzaak. Vincke beschikt al over contacten in het Albanese milieu en bestudeert het werk van Lekë Dukagjini over de Kanun. Het team vreest voor een escalatie in het wespennest van de hermetisch gesloten Albanese misdaadclans.
Al snel blijkt dat de moord past in een ruimer geheel: in een oppervlakkig gevoerd onderzoek, ongeoorloofde infiltratie en uitlokking, opgezet en geleid door Procureur des Konings Marcel Bracke (Jappe Claes), in de wapenhandel van de Gaba's. Bracke steunt daarvoor op commissaris De Keyser (Filip Peeters) die de Cel Georganiseerde Misdaad leidt en een onwankelbaar vertrouwen koestert in hiërarchie, orde en discipline en ook gelooft dat hijzelf een levende dam is tegen de chaos. De Keyser, afkomstig uit de vroegere rijkswacht, zal Bracke dan ook blindelings volgen -tot ver over de schreef- , vandaar zijn grondige afkeer en minachting voor Vincke en vooral Verstuyft (Werner De Smedt), beiden afkomstig uit de voormalige Gerechtelijke Politie bij de Parketten, die volgens hem lijken te gedijen op de chaos.
Commissaris Eric Vincke, inspecteur Freddy Verstuyft, Linda de Leenheer (Hilde De Baerdemaeker) en jongste agent Wim Cassiers (Greg Timmermans) worden daarbij herhaaldelijk in hun speurwerk doorkruist en zelfs bewust dwarsgezeten door procureur Bracke en de Cel Georganiseerde Misdaad van De Keyser, die ten koste van alles het succes zelf op hun naam willen zetten en daarvoor Vincke en de zijnen tot teamwork dwingen.
Nazim slaagt er ondertussen in zijn bloedwraak uit te voeren. Hij wordt daarbij geconfronteerd met het feit dat zijn vader informant geworden was voor procureur Bracke en daarom door de rivaliserende Gaba-clan als een hond werd terechtgesteld. Tijdens deze confrontatie van Nazim Tahir met Pjetr, de jongste zoon van de Gaba-familie, komt ook inspecteur Linda de Leenheer om het leven.
Vanaf dat ogenblik gaan Vincke en Verstuyft weer alleen aan het werk, wat uiteindelijk leidt tot de ontdekking van de ongeoorloofde praktijken van procureur Bracke en de Cel Georganiseerde Misdaad. Met hun interventies kregen deze laatsten ook geen vat meer op het bloedbad, dat het verhaal steeds roder kleurt. Of deze ontdekkingen ook echt zullen leiden tot het ontslag van de schuldigen binnen het overheidsapparaat laat het slot van de film in het midden.

## Rolverdeling
| Acteur                | Personage                          |
| --------------------- | ---------------------------------- |
| Koen De Bouw          | Eric Vincke                        |
| Werner De Smedt       | Freddy Verstuyft                   |
| Blerim Destani        | Nazim Tahir                        |
| Hilde De Baerdemaeker | Linda de Leenheer                  |
| Greg Timmermans       | Wim Cassiers                       |
| Filip Peeters         | Hoofdcommissaris De Keyser         |
| Jappe Claes           | Procureur Marcel Bracke            |
| Marieke Dilles        | Naomi Waldack                      |
| R. Kan Albay          | Shehu Ramiz "Prenk"                |
| Vildan Maksuti        | Ukaj Tahir                         |
| Stijn Van Opstal      | Wetenschapper                      |
| Katelijne Verbeke     | Moeder Naomi                       |
| Peter Gorissen        | Advocaat Waldack (vader van Naomi) |
| Sven De Ridder        | Balieman                           |
| Kristian Paloka       | Zef Shehu                          |
| Ryszard Turbiasz      | De Magere                          |

## Productie
Erik Van Looy en Carl Joos, het duo achter De Zaak Alzheimer, werkten bijna vijf jaar aan het scenario. Aanvankelijk zou Erik Van Looy voor de regie zorgen maar een exclusief meerjarencontract dat hij tekende bij Woestijnvis liet hem niet toe om een volledig jaar aan deze film te kunnen werken. Daarom werd Jan Verheyen aangezocht om deze film te regisseren.
Op 25 mei 2009 startten de opnames, met een vrij internationale crew, in het Spaanse dorpje Espinavell in de Pyreneeën dat decor stond voor een Albanees dorp. Daarna volgden er nog opnames in Antwerpen en in de Condroz-streek. De volledige opnameperiode duurde 51 dagen. De opnames werden op 7 augustus afgerond.

## Prijzen
Internationaal Filmfestival van Durrës:
- Speciale Prijs van de Jury
- Beste Acteur (Blerim Destani)

## Varia
- Aanvankelijk konden Hilde De Baerdemaeker en Werner De Smedt hun rol uit De Zaak Alzheimer niet hernemen omdat ze nog opnames hadden voor de televisiereeks LouisLouise, maar de opnames van de film werden daarom uitgesteld.
- Marieke Dilles maakte in deze film haar filmdebuut nadat ze al een opmerkelijke rol had in De Smaak van De Keyser. Voor Greg Timmermans is dit zijn tweede grote rol (na Ben X).
- De crew bestond uit 50 Vlaamse, Nederlandse, Franse, Spaanse en Kosovaarse leden en een twintigtal acteurs.

## Het tweede gelaat
Double Face is het boek dat mogelijk verfilmd zal worden voor een derde film over Vincke en Verstuyft. Carl Joos zal opnieuw het scenario schrijven. Doordat de eerste twee films uit de reeks door twee Vlaamse topregisseurs werd geregisseerd, wordt voor de derde film weer een Vlaamse topregisseur gezocht om zo de traditie verder te zetten. Of alle acteurs weer aan de film verbonden zullen zijn, is niet duidelijk. Het personage Linda De Leenheer van Hilde De Baerdemaeker stierf in Dossier K. In 2016 werd bekendgemaakt dat Jan Verheyen na Dossier K ook Het tweede gelaat zal regisseren. Koen De Bouw en Werner De Smedt maken beiden terug hun opwachting in hun huidige rollen. In september 2016 starten de opnames, in oktober 2017 volgt de release. Het derde deel is het laatste deel van de Vincke & Verstuyft reeks.